# Mistrovství světa v ragby 1999
Mistrovství světa v rugby 1999 bylo 4. MS v rugby. Turnaj se konal od 1. října do 6. listopadu. Hostitelskou zemí byl Wales a turnaj se hrál i v Anglii, Skotsku, Walesu a Francii. Ve finále vyhrála Austrálie 35:12 nad Francií, 3.místo získala Jihoafrická republika po vítězství 22:18 nad Novým Zélandem. Nejvíce pětek (8) položil Novozélanďan Jonah Lomu a nejvíce bodů (102) si připsal Argentinec Gonzalo Quesada. Poprvé se turnaje účastnilo 20 mužstev.

## Kvalifikace
Na turnaj se automaticky kvalifikovali Jihoafrická republika, Nový Zéland a Francie jako tři nejlepší týmy MS 1995 společně s hostitelem Walesem. Z africké kvalifikace postoupila Namibie, z asijské části Japonsko, z Evropy se kvalifikovalo Skotsko, Anglie, Irsko, Itálie, Rumunsko a Španělsko. Kvalifikace Severní Ameriky byla spojena s Jižní Amerikou a postup si zajistila Argentina, Kanada a USA. Oceánskou sekci ovládla Austrálie a s ní přímo postoupilo Fidži se Samoou. Z mezikontinentálních zápasů se dodatečně kvalifikovala Tonga na úkor Jižní Korey a Uruguay na úkor Maroka. Mezikontinentálních zápasů se ještě zúčastnila Gruzie, Portugalsko a Nizozemsko. 

## Základní skupiny
Bylo pět skupin po čtyřech týmech. Nejlepší týmy skupin postoupily přímo do čtvrtfinále. Do zápasu o postup do čtvrtfinále se probojovaly všechny druhé týmy ze skupin a nejlepší tým z třetího místa.  
- skupina A: Jihoafrická republika, Skotsko, Španělsko, Uruguay
- skupina B: Nový Zéland, Anglie, Itálie, Tonga
- skupina C: Francie, Fidži, Kanada, Namibie
- skupina D: Wales, Argentina, Samoa, Japonsko
- skupina E: Austrálie, Irsko, USA, Rumunsko

### Skupina A
| 1. | JAR       | 9 | 132 | 35  | postup do čtvrtfinále        |
| 2. | Skotsko   | 7 | 120 | 58  | postup do boje o čtvrtfinále |
| 3. | Uruguay   | 5 | 42  | 97  | konec na turnaji             |
| 4. | Španělsko | 3 | 18  | 122 | konec na turnaji             |

2.10.1999 Španělsko – Uruguay 15:27 
3.10.1999 Skotsko – JAR 29:46
8.10.1999 Skotsko – Uruguay 43:12
10.10.1999 JAR – Španělsko 47:3
15.10.1999 JAR – Uruguay 39:3 
16.10.1999 Skotsko – Španělsko 48:0 

### Skupina B
| 1. | Nový Zéland | 9 | 176 | 28  | postup do čtvrtfinále        |
| 2. | Anglie      | 7 | 184 | 47  | postup do boje o čtvrtfinále |
| 3. | Tonga       | 5 | 47  | 171 | konec na turnaji             |
| 4. | Itálie      | 3 | 35  | 196 | konec na turnaji             |

2.10.1999 Anglie – Itálie 67:7
3.10.1999 Nový Zéland – Tonga 45:9
9.10.1999 Anglie – Nový Zéland 16:30 
10.10.1999 Itálie – Tonga 25:28 
14.10.1999 Nový Zéland – Itálie 101:3 
15.10.1999 Anglie – Tonga 101:10 

### Skupina C
| 1. | Francie | 9 | 108 | 52  | postup do čtvrtfinále        |
| 2. | Fidži   | 7 | 124 | 68  | postup do boje o čtvrtfinále |
| 3. | Kanada  | 5 | 114 | 82  | konec na turnaji             |
| 4. | Namibie | 3 | 42  | 186 | konec na turnaji             |

1.10.1999 Fidži – Namibie 67:18 
2.10.1999 Francie – Kanada 33:20
8.10. 1999 Francie – Namibie 47:13 
9.10.1999 Fidži – Kanada 38:22
14.10.1999 Kanada – Namibie 72:11
16.10.1999 Francie – Fidži 28:19

### Skupina D
| 1. | Wales     | 7 | 118 | 71  | postup do čtvrtfinále        |
| 2. | Samoa     | 7 | 97  | 72  | postup do boje o čtvrtfinále |
| 3. | Argentina | 7 | 83  | 51  | postup do boje o čtvrtfinále |
| 4. | Japonsko  | 3 | 36  | 140 | konec na turnaji             |

1.10.1999 Wales – Argentina 23:18
3.10.1999 Samoa – Japonsko 43:9
9.10.1999 Wales – Japonsko 64:15
10.10.1999 Argentina – Samoa 32:16 
14.10.1999 Wales – Samoa 31:38 
16.10.1999 Argentina – Japonsko 33:12

### Skupina E
| 1. | Austrálie | 9 | 135 | 31  | postup do čtvrtfinále        |
| 2. | Irsko     | 7 | 100 | 45  | postup do boje o čtvrtfinále |
| 3. | Rumunsko  | 5 | 50  | 126 | konec na turnaji             |
| 4. | USA       | 3 | 52  | 135 | konec na turnaji             |

2.10.1999 Irsko – USA 53:8
3.10.1999 Austrálie – Rumunsko 57:9 
9.10.1999 USA – Rumunsko 25:27 
10.10.1999 Irsko – Austrálie 3:23 
14.10.1999 Austrálie – USA 55:19 
15.10.1999 Irsko – Rumunsko 44:14 

## Vyřazovací část

### Zápasy o postup do čtvrtfinále
20.10.1999 Anglie – Fidži 45:24 
20.10.1999 Skotsko – Samoa 35:20 
20.10.1999 Argentina – Irsko 28:24

### Čtvrtfinále
23.10.1999 Wales – Austrálie 9:24
24.10.1999 JAR – Anglie 44:21
24.10.1999 Skotsko – Nový Zéland 18:30
24.10.1999 Argentina – Francie 26:47 

### Semifinále
30.10.1999 Austrálie – JAR 27:21 po prodloužení 
31.10.1999 Francie – Nový Zéland 43:31

### Boj o 3. místo
4.11.1999 Nový Zéland – JAR 18:22

### Finále
6.11.1999 Austrálie – Francie 35:12